# Conseil du Pays valencien
Ne doit pas être confondu avec Conseil de la Généralité valencienne.

Drapeau du Conseil du Pays valencien adopté le 17 7 1798.

Le Conseil du Pays valencien (nom officiel en valencien : Consell del País Valencià) est  une institution du Pays valencien, en Espagne, approuvée par le décret royal du 17 mars 1978 négocié entre l'Assemblée de parlementaires du Pays valencien et le gouvernement d'Adolfo Suárez, fondée dans l'optique d'amener la région jusqu'à un régime de pleine autonomie. Son premier président fut Josep Lluís Albiñana, membre du PSPV-PSOE.
En raison de graves tensions surgies autour des questions identitaires au cours de sa période d'activité, le Conseil rencontra de grandes difficultés pour accomplir sa tâche et le statut d'autonomie définitif ne fut approuvé que tardivement et avec de profondes modifications.
À l'issue de la transition, l'entité fut renommée Conseil de la Généralité valencienne.

## Compositions
Première composition du Conseil du Pays valencien (10 avril 1978 - 3 juin 1979)
Président : Josep Lluís Albiñana (PSPV-PSOE)
Conseillers :
- Économie et budget : Francisco Javier Máximo Aguirre de la Hoz (UCD)
- Intérieur : Fernando Vidal Gil (PSPV-PSOE)
- Conseiller de l'éducation et de la science : José Luis Barceló Rodríguez (UCD)
- Travaux publics et urbanisme : Antoni Garcia Miralles (PSPV-PSOE)
- Travail : Joan Lerma (PSPV-PSOE)
- Industrie et commerce : Leonardo Ramón Sales
- Agriculture : Enrique Monsonís (UCD)
- Tourisme : Alberto Jarabo Payá (AP)
- Santé et sécurité sociale : Manuel Sánchez Ayuso (PSP)
- Culture : José Beviá Pastor (US)
- Transport et bien-être social : Emèrit Bono i Martínez (PCPV-PCE) (remplacé par José Galán Peláez le 1er janvier 1978)
- Conseillers sans portefeuille : Bernardo Heredia Gutiérrez, Luis Ramón Martínez Pérez et Ignacio Docavo Albertí

Seconde composition du Conseil du Pays valencien (4 juin 1979 - 28 décembre 1979)
Président : Josep Lluís Albiñana (PSPV-PSOE)
Membres : 
- Enrique Monsonís (UCD), Antonio Espinosa Chapinal (UCD), José Peris Soler (UCD), Leonardo Ramón Sales (UCD), José Vicente Beviá Pastor (PSPV-PSOE), Antonio García Miralles (PSPV-PSOE), José Galán Peláez (PSPV-PSOE), Adela Pla Pastor (PSPV-PSOE), Francisco Armell Valero (PSPV-PSOE), Salvador Miró Sanjuán (UCD), Luis Verdú López (UCD), Juán Flores Escura (UCD), Abilio Lázaro Mengod (UCD), Julián Sanmillán Rius (UCD), Manuel Girona Rubio (PSPV-PSOE), Vicente Colomer Chirivella (PCPV-PCE), Benjamín March Civera (UCD).

Troisième composition du Conseil du Pays valencien intérim (29 décembre 1979 - 14 septembre 1981)
Président : Enrique Monsonís (UCD)
Conseillers :
- Économie et Budget, Intérieur et Travail : Enrique Monsonís (UCD)
- Éducation et culture : José Peris López (UCD)
- Santé et Sécurité sociale : José Peris López (UCD)
- Tourisme, Transports, Bien-être social et Travaux publics et Urbanisme : Antonio Espinosa Chapinal (UCD)
- Industrie, commerce et agriculture : Leonardo Ramón Sales (UCD)

Quatrième composition du Conseil du Pays valencien intérim (15 septembre 1981 - 29 novembre 1982)
Président : Enrique Monsonís (UCD)
Conseillers :
- Adjoint à la présidence : José Luis Sorribe Mur (UCD)
- Intérieur : Felipe Guardiola Sellés (PSPV-PSOE)
- Travaux publics et Urbanisme : Luis Verdú López (UCD)
- Budget : Jorge Navarro Canuto (UCD)
- Éducation : Amparo Cabanes Pecourt (UCD)
- Travail : Àngel Luna (PSPV-PSOE)
- Économie, commerce et industrie : Segundo Bru Parra (PSPV-PSOE)
- Agriculture et pêche : José Antonio Bordils Ferrer (UCD)
- Transport et tourisme : Vicente Gómez Chirivella (PCPV-PCE)
- Santé et Sécurité sociale : Salvador López Sanz (PSPV-PSOE)
- Culture : Ciprià Ciscar Casabán (PSPV-PSOE)

## Histoire

### Présentation du Conseil
En dépit du large support parlementaire, les possibilités du Conseil se trouvaient limitées par le décret de création aux points suivants : élaborer son propre règlement interne (approuvé le 11 décembre 1978), coordonner les députations provinciales, gérer la répartition des compétences transférées par l'État entre la Communauté autonome (dont le Conseil constituait en quelque sorte un « pré-gouvernement ») et les députations (qui étaient alors toujours contrôlées par les secteurs issus du franquisme), et proposer au gouvernement espagnol des mesures qui « affectent les intérêts généraux du Pays valencien ».
La plénière des parlementaires du Pays valencien incluait des conseillers représentants des députations franquistes. Suivant les consignes données par Rodolfo Martín Villa, les trois députations empêchèrent l’adoption des textes coordonnant les fonctions entre provinces et communauté autonome. C'est dans cette situation que fut formé en 1978 le gouvernement pré-autonomique.[réf. nécessaire]
Le 17 mars 1978 fut publié le décret royal d'approbation du régime pré-autonomique du Pays valencien, qui instaura le Conseil comme organe de gouvernement du Pays valencien et l'assemblée de parlementaires comme organe d'administration. Le texte prévoyait de plus qu'après les premières élections municipales, qui eurent lieu en 1979, les députations provinciales nommeraient la moitié des membres du Conseil, ce qui eut des conséquences fâcheuses sur l'équilibre au sein du Conseil. Selon le décret, le gouvernement espagnol se réservait le droit de suspendre les actes du Conseil (art. 10), voire de le dissoudre « pour des raisons de sûreté de l’État » (art. 11).
Le décret prévoyait la création du Conseil du Pays valencien dans un délai d'un mois suivant sa promulgation. Le 10 avril, l'assemblée de parlementaires réunie au monastère d'El Puig désigna le premier Conseil et, par unanimité, son président, le socialiste Josep Lluís Albiñana.
Le 23 avril, le Conseil se réunit pour la première fois, au palais de la Généralité valencienneFlor 2009, p. 170. Le lendemain, il adopte comme drapeau officiel la Senyera traditionnelle, aux couleurs des monarques d'Aragon et de Barcelone, portant au centre le blason de Pierre IV d'Aragon. L'UCD soutient cependant que, ses membres étant absents lors de cette session, le quorum n’était pas atteint et remettait par conséquent en cause l’action du président Albiñana,.

### Mesures en faveur de l'autonomie
Le président Albiñana adopta comme programme les accords établis entre l'Assemblée démocratique du Pays valencien (Junta Democràtica del País Valencià) et le Conseil démocratique du Pays valencien (Consell Democràtic del País Valencià) en juin 1976, au moment où s'était formée la Table de forces politiques et syndicales du Pays valencien (Taula de Forces Polítiques i Sindicals del País Valencià) pour la mise en route du processus de démocratisation. Ils prévoyaient notamment la restauration immédiate des libertés démocratiques (politiques, syndicales, liberté d'expression etc.), l'amnistie générale, la création immédiate d'une Generalitat provisoire, la coofficialité des deux langues parlées dans le pays, premier pas vers une normalisation de la langue propre, et l'élection d'une assemblée constituante chargée de rédiger le Statut d'autonomie devant être soumis à l'approbation par référendum des Valenciens.
La présidence du Conseil provisoire lança un « engagement autonomique » (Compromís Autonòmic), signé le 8 octobre 1978 par le PSPV-PSOE, l'UCD, le PCPV, Alliance populaire, UDPV, le Parti carliste, le PTPV, l'ORT et le PSUPV, qui acceptait le cadre de la future Constitution espagnole pour acquérir un maximum d'autonomie dans les plus brefs délais et qui pressait l'assemblée de parlementaires de commencer rapidement l'élaboration d'un projet de statut d'autonomie.
Un mois après l'approbation de la Constitution espagnole, Albiñana convoqua la session la plus emblématique du Conseil à Morella le 9 janvier 1979. À l'initiative du président, le Conseil décida à l'unanimité du lancement du processus autonomique dans la région, en accord avec la voie indiquée par l'article 151 de la Constitution, et émit la requête urgente de l'approbation d'une loi organique régissant les référendums dans les Communautés autonomes (prévue par la Constitution mais pas encore élaborée). À cette occasion, plusieurs projets de statut d'autonomie ou autres textes à cette question sont présentés au Conseil par différentes entités civiques et politiques, en réponse à l'appel en ce sens de l’assemblée de parlementaire de novembre 1978. Le 15 janvier 1979, les partis signataires du compromis demandèrent au Conseil d'utiliser la voie d'accès à l'autonomie pleine via l'article 151, et accessible par le biais d'une série accords auprès des députations et des municipalités assortis d'une approbation par référendum, et s'engagèrent à donner tout leur soutien aux mesures nécessaires pour l'obtention de l’autonomie dans les plus brefs délais.
L'Assemblée nomma la commission de rédaction du Statut, formée d'Antoni Garcia Miralles, Joan Baptista Pastor Marco et Manuel Sánchez Ayuso, pour le PSPV-PSOE, Emilio Attard Alonso, Joaquín Farnós Gauchía et Juan Antonio Rodríguez Marín pour l'UCD, Emèrit Bono i Martínez pour le PCE, Alberto Jarabo Payá pour AP et Francesc de Paula Burguera pour le groupe mixte. Les parlementaires issus des élections générales de 1979 nommèrent une nouvelle commission de rédaction du statut, formée par quatre socialistes (Vicente Antonio Sotillo Martí, Alfons Cucó, Antoni Garcia Miralles et José Vicente Beviá Pastor), quatre membres d'UCD (Benjamín Casañ Bernal, Luis Berenguer Fuster, Manuel Broseta et Roque Calpena Giménez) et un communiste  (Emèrit Bono i Martínez). Ils se réunirent en trois occasions : la première au Palais de la Generalitat, la deuxième à Alicante, et la dernière fois pour une session qui dura deux jours à Peníscola.
Les Conseils municipaux de Picanya et Bellreguard ouvrirent le chemin, conformément à la Constitution, avec une demande d'autonomie remise le 25 avril 1979. Dans les six mois suivants furent obtenus les votes en faveur de l'autonomie de la très grande majorité des municipalités de tout le pays, dépassant largement les 75 % requis par la voie de l'article 151. S'agissant d'un processus impliquant la construction de l'État espagnol, les votes furent présentés au Congrès des députés le 25 octobre 1979, et une copie fut adressée au Ministère des administrations publiques. On chercha dès lors à organiser la convocation d'un référendum pour le 28 février 1980.

### La Bataille de Valence et les difficultés du Conseil
C'est dans ce contexte que se déclencha la dénommée bataille de Valence, période caractérisée par l'apparition et l'explosion d'un mouvement anticatalaniste radical et violent nommé blavérisme, fomenté par les milieux de l'UCD et post-franquistes, et avec le soutien affirmé du doyen des journaux régionaux, Las Provincias, qui entraîna un affrontement idéologique avec la majorité des partis de gauche, défendant avec plus ou moins de conviction des postures proches du valencianisme catalaniste (unité du valencien et du catalan, position décriée par le blavérisme en dépit du consensus académique et universitaire sur la question, défense du concept fustérien de Pays catalans et, à des degrès très variables, rapprochement des liens culturels avec la Catalogne). En janvier 1979, Fernando Abril Martorell rentre de Madrid pour Valence et prend la tête de l'UCD régionale. Sous sa houlette l'UCD assumera le discours et les revendications blavéristes.
Les gouverneurs civils, à la tête des députations provinciales et pour la plupart nommés durant le franquisme, s'opposaient à la privation de pouvoirs que supposaient les transferts commandés par le Conseil et refusèrent de ratifier l'accord qu'il proposait. Depuis Madrid, Martín Villa empêcha le transfert au Conseil des compétences, ainsi que de 10 % du patrimoins, du personnel et du budget, comme cela était prévu dans le décret-loi de création du Conseil.
À la suite des élections générales du 1er mars, qui donnèrent une victoire plus juste pour le PSOE en nombre de votes par rapport à l'UCD, et une égalité en nombre de sièges, l'assemblée fut remodelée : des Cortes provinrent 41 nouveaux députés, cette fois 19 pour UCD, 19 pour le PSPV-PSOE 3 pour le PCE.
Le 3 avril eurent lieu les premières élections municipales de la démocratie. Si en nombre de votes elles donnèrent une claire victoire aux partis de gauche, avec 53,2 % des suffrages, la répartition des sièges aux députations, conçues selon des critères territoriaux plutôt que démographiques, entrainèrent des changements contraires à ceux-ci au sein du Conseil. La composition du Conseil, dont les membres étaient nommés par une assemblée mixte de parlementaires et représentants des diputations provinciales, choisies selon un mode indirect complexe et défavorable à la gauche, changea : il se composa dès lors de 10 membres d'UCD, 7 du PSPV-PSOE et 1 PCE, mais le président Albiñana resta en poste, comme lui permettait le règlement. Il se trouva ainsi minoritaire face au Conseil qu'il dirigeait, bien que la gauche ait été majoritaire, et décida de poursuivre le processus de lancement de l’autonomie pleine par la voie de l’article 151 de la Constitution,. À cause de l’obstruction de l'UCD, le Conseil devint cependant bientôt ingouvernable. Le 29 octobre, Albiñana présenta au Congrès et au ministère d'administration territoriale les documents requis par la demande d'accès à l'autonomie par la voie de l’article 151. Le 16 décembre, l'UCD présenta une motion de censure dirigée contre lui.

### L'accès à l’autonomie par l’article 143
Avec le retard pris dans les procédures à cause de l'opposition des députations, l'acquisition de l’autonomie par la voie de l’article 151 risquait de se trouver compromise. Fin 1979, Fernando Abril Martorell, président de l'UCD valencienne, et Alfonso Guerra, vice-secrétaire général du PSOE, conclurent un accord sur l'abandon de cette voie pour l'accès à l'autonomie du Pays valencien. En signe de protestation, le 19 décembre de la même année, les dirigeants du PSPV-PSOE, réunis à Alicante, décidèrent d'exiger le départ des socialistes du Conseil, réuni au même moment au Palais de la Generalitat. Le 22 décembre Albiñana, président du Conseil, démissionna, rendit sa carte de membre du PSPV ainsi que son siège de député du PSOE.
L'accès à l'autonomie via l’article 143, outre le fait qu'il octroyait un degré moindre d'autonomie, avait également une particularité : le statut d'autonomie n'est plus dans les mains de l'assemblée de parlementaires, mais d'une assemblée mixte, qui inclut des représentants des députations, dont la disposition était favorable à l'UCD.

Drapeau de la ville de Valence, portant la frange bleue (dont les blavéristes tirent leur nom) et adoptée comme drapeau officiel du Pays valencien après la bataille de Valence.

Drapeau de la Catalogne.

Le Conseil devenu inopérant, Enrique Monsonís, de l'UCD, se proclama président en fonction, contre les dispositions du décret de création de l'institution et celles de son propre règlement intérieur, qui exigeaient la convocation de l’assemblée des parlementaires valenciens (où l'UCD était minoritaire), et nomma des conseillers tous issus de son parti,.
Monsonís retira la Senyera du Conseil, et annula le décret de biliguisme,. Sous sa présidence, le Conseil mène une politique culturelle ouvertement orientée vers le sécessionnisme linguistique et les thèses blavéristes, avec des purges de fonctionnaires « catalanistes » et une tentative d'homologuer les titres de valenciens délivrés par Lo Rat Penat, qui défendait alors les normes orthographiques sécessionnistes d'El Puig.
Le 23 février 1981, la tentative de coup d'État du 23-F, dont les deux épicentres sont Madrid et Valence, qui est occupée militairement, fait trembler la démocratie en Espagne. L'événement encourage les forces progressistes et nationalistes à adopter une posture plus modérée et moins maximalistes sur certaines revendications liées à l'autonomie. Le PSOE madrilène finit par proposer une solution intermédiaire : l'accès à l’autonomie via l'article 143 mais avec la publication d'une loi organique comme prévu dans le paragraphe 2 de l’article 150, permettant le transfert à la communauté autonome d'un degré de compétence élevé, comparable à celui de l'autonomie pleine garantie par l’article 151. L'UCD valencienne manifeste sa volonté de participer à l'élaboration d'un statut d'autonomie consensuel. Le 10 avril, l'assemblée de parlementaires nomme à l'unanimité, à la demande du Conseil, une nouvelle commission de rédaction de statut d'autonomie. Fin avril, elle remit le dénommé statut de Benicàssim, censé constituer un accord entre toutes les parties. Le texte est approuvé par l’assemblée de parlementaires, avec en annexe quelques propositions ou remarques de l'UCD. En septembre, les socialistes réintègrent le Conseil.
Le texte de Benicàssim sera finalement profondément amendé par l’UCD lors de son passage aux Cortes Generales : Le texte définitif du Statut d'autonomie, valide les requêtes des secteurs blavéristes concernant le drapeau de la Communauté (drapeau couronné avec la frange bleue) et la langue (nommée « langue valencienne », sans mention d'une filiation linguistique ni d'une institution normative de référence), et adopte la dénomination nouvelle et alors considérée neutre de « Communauté valencienne » (les blavéristes demandant la récupération du nom de l’ancien « royaume de Valence »).
Finalement, en mai 1983 furent célébrées les premières élections aux Corts valenciennes et le Conseil fut dissous.

### Audiovisuel
- (ca) Del roig al blau. la transició valenciana, de Llorenç  Soler, de Miquel  Francés, Universitat de València, 2004, DVC-PRO [présentation en ligne]